# Aschauer Klamm
Die Aschauer Klamm ist eine Klamm südlich von Schneizlreuth im Landkreis Berchtesgadener Land in Bayern. Sie hat eine Länge von rund 2,5 km, die Höhendifferenz beträgt ca. 150 m bei einer Höhenlage von durchschnittlich etwa 650 m. Sie wird vom Aschauer Bach durchflossen und liegt im Naturschutzgebiet Aschau.
Aufgrund unterschiedlicher Klimabedingungen auf engem Raum findet sich in der Klamm eine vielfältige Flora. Beispielsweise gedeihen hier zahlreiche Baumarten wie z. B. Zirben, Lärchen, Buchen, Tannen und Fichten. 
Die Klamm ist von Schneizlreuth ausgehend nach ca. 1 km Fußmarsch zu erreichen. Den Ausgangspunkt bildet die Gaststätte Haiderhof. Schmale, aber beschilderte Pfade führen, oftmals nahe am Wasser entlang, durch die Klamm nach Oberjettenberg und von dort wieder zurück zum Haiderhof.

## Aschauer Klause
Im oberen Teil der Klamm befindet sich die denkmalgeschützte Aschauer Klause. Die Klausen in diesem Gebiet wurden genutzt, um das Wasser der Gebirgsbäche aufzustauen und damit das Brenn- und Nutzholz aus den Hochlagen der Berge ins Tal zu befördern. Das Holz diente in erster Linie zur Versorgung der Saline in Bad Reichenhall, die einen enormen Bedarf an Brennholz hatte.